# 生命動能
《生命動能》（日語：ホット・スポット 最後の楽園，美国版片名）是日本放送協會與新西蘭NHNZ、法國電視台及美國探索頻道旗下之科学频道及動物星球頻道聯合製作的自然紀錄片，由主持人福山雅治與多名科學家探索六處生物多樣性熱點中不同的瀕危物種。節目中部分已絕種生物以電腦動畫呈現。日本NHK綜合頻道於2011年1月10日晚7時30分播放本節目的序章，並在同年1月30日至6月26日期間於星期日晚9時的《NHK特集》節目內播放，共6集。日本放送協會旗下出版社亦曾發行同名書籍。
香港無綫電視高清翡翠台亦於2012年7月22日起逢星期日晚7時播放本節目，粵語配音為潘文柏，旁白為許盈。

## 每集內容

### 第1季
- 序章：地球．生命的故事
- 第1集：馬達加斯加 - 太古時期生命居住的島嶼
- 第2集：巴西喜拉朵 - 光之大地之謎
- 第3集：澳洲 - 不毛之地出現的奇蹟
- 第4集：新西蘭 - 飛不起鳥類的王國
- 第5集：東非神秘的古代湖 -  怪魚的大進化
- 第6集：日本 - 我們的奇蹟之島

### 第2季
- 第1集：非洲艾伯丁裂谷
- 第2集：加里曼丹岛
- 第3集：西高止山脉
- 第4集：世界屋脊
- 第5集：纳米布沙漠
- 第6集：哥斯达黎加

## 外部連結
- NHK《生命動能》日語官方網頁 （页面存档备份，存于）
- NHK《生命動能》英語官方網頁 （页面存档备份，存于）
- NHNZ《生命動能》網頁
- 香港無綫電視《生命動能》網頁 （页面存档备份，存于）
- 央视纪录频道《生命的力量2》网页 （页面存档备份，存于）
- 互联网电影数据库（IMDb）上《生命動能》的资料（英文）